# 大寨子遺址
大寨子遺址位於四川省綿陽市北川縣，文物遺址年代判定為明至民國。2012年7月16日公佈為第八批四川省文物保護單位。

## 簡介[2]
大寨子遺址位於四川省綿陽市北川羌族自治縣最西邊的青片鄉的青龍山上，從海拔1786公尺到2100公尺，自下而上分別有下寨子、中寨子和上寨子遺址。經過初步調查，現已發現羌族碉房遺址64處，其中兩處為祭祀塔，保留基本完好，其余的62處，均是由當地隨處可見的片石所砌碉房的殘存牆垣，或高或矮，寨子格局基本保存完好。加上這里是羌族腹地，地理位置偏遠，所以除了下寨子現有唯一一戶村民居住在木結構的房屋里以外，其余均是羌族碉房的遺址。大寨子遺址是北川保留規模最大、保存狀況比較完好的一處羌寨遺址。對於研究古代北川羌族歷史，尤其是羌族建築史，具有非常重要的價值。